# Station Władysławowo Port
Station Władysławowo Port is een spoorwegstation in de Poolse plaats Władysławowo.